# Solenurinae
Die Solenurinae bilden eine Unterfamilie der Familie Lyciscidae innerhalb der Erzwespen (Chalcidoidea).
Die Solenurinae sind eine arten- und gattungsarme Unterfamilie, die 2022 im Rahmen einer Revision aufgrund molekularbiologischer und morphologischer Studien von den beiden Entomologen Roger Burks und Jean-Yves Rasplus eingeführt wurde. Die Typusgattung ist Solenura Westwood, 1868. 

## Merkmale
Burks et al. (2022) beschreiben die Unterfamilie Solenurinae anhand folgender morphologischer Eigenschaften: Die Fühler besitzen 7 oder 8 Geißelglieder, wovon gewöhnlich ein einzelnes Keulenglied (Clavomer) dazugehört, in wenigen Fällen auch zwei sowie bei manchen Männchen drei. Die Augen sind ventral divergierend. Der Clypeus ist mit oder ohne eine quer gerichtete subapikale Furche. Das sklerotisierte Labrum ist entweder hervorstehend oder vom Clypeus verdeckt. Es weist eine Reihe von Randborsten auf, die sich nach vorne erstreckt. Die Mandibeln weisen 2 oder 3 Zähne auf, manchmal mit einer Verkürzung der dorsalen Zähne. Die subforaminale Brücke ist mit verlängerter unterer Tentoriumsbrücke und mit sekundären tentorialen Gruben, die bis zur konvergenten hypostomalen Carina (Kiel) reichen. 
Die Vertreter der Unterfamilie sind mit einer postgenalen Brücke, die äußerlich die untere Tentoriumsbrücke von der konvergenten hypostomalen Carina trennt. Das Pronotum weist eine weiche mediane Längslinie oder Carina auf. Die Notauli sind vollständig. Das Mesoscutellum ist mit einem Frenum, das durch seitliche frenale Arme angedeutet wird. Die Vertreter der Lyciscidae sind gewöhnlich ohne, selten mit axillularer Längsfurche (Sulcus). Der mesopleurale Bereich weist kein erweitertes Acropleuron auf. Das Mesepimeron reicht nicht über den Vorderrand des Metapleurons. Alle Beine weisen 5 Tarsenglieder auf. Der protibiale Sporn ist kräftig und gebogen. Der basitarsale Kamm ist längs gerichtet. Die mittleren Femora sind mit oder ohne ventrale Zähne oder Erweiterung. Im Falle, dass die mittleren Femora ventrale Zähne aufweisen, befinden sich am verkürzten metatibialen Apex apikale Sporne. Das Metasoma weist ein Syntergum auf und ist daher ohne Epipygium (Subgenitalplatte), obwohl einige Carinae manchmal am Syntergum vorhanden sind.

## Verbreitung
Die Solenurinae kommen in Afrika, im Nahen Osten sowie in Süd- und Ostasien vor.

## Lebensweise
Die Solenurinae sind Parasitoide holzbewohnender Käferlarven aus den Familien der Bockkäfer und Prachtkäfer.

## Innere Systematik
Nach Burks et al. (2022) gehören zu den Solenurinae folgende Gattungen:
- Grooca Sureshan & Narendran, 1997 – 1 beschriebene Art (G. coorgensis)
- Solenura Westwood, 1959 – 5 Arten